# Литература поиска корней
«Литература поиска корней» (кит. 寻根文学, сюньгэнь вэньсюэ) или «движение поиска корней» — направление в китайской литературе XX века.

## История
С подачи писателя, сценариста и критика Ли То выражение «поиск корней» (寻根) стало употребляться китайскими писателями и литературоведами в середине 1980-х годов, обозначая творческий поиск в культурных традициях древности, традиционной народной культуре. «Говорят о процессе этнической и культурной реидентификации как идеологической реакции на вестернизацию Китая». На «литературу поиска корней» повлияли магический реализм и латиноамериканские писатели, прежде всего Х. Л. Борхес и Г. Гарсиа Маркес, переводы произведений которых на китайский появились в 1980-х.
К этому направлению относят таких писателей, как Цзя Пинва, Чжан Чэнчжи, А Чэн, Мо Янь, Чжэн Ваньлун, Ван Цзэнци, Ли Ханъюй, Чжэн И, Хань Шаогун.
Представители литературы «поиска корней» видели в традиционной китайской эстетике, западном модернизме и южноамериканском магическом реализме антитезу тоталитарному партийному диктату и источник вдохновения для своего творчества, стремясь, таким образом, к ещё большему освобождению китайской литературы от подчинения искусства политике, постулированного Мао Цзэдуном.Хузиятова Н. К.

## Художественные особенности
Писатели этого направления экспериментировали с языком, соединяя современный им китайский с традиционными китайскими письменными стилями, отрицая «вестернизированность» и заимствования, пришедшие в китайский язык с начала XX века. Действие многих произведений происходит в сельской местности или небольшом, непримечательном городе.